# Podon
Podon is een geslacht van watervlooien uit de familie van de Podonidae.

## Soorten
- Podon intermedius Lilljeborg, 1853
- Podon leuckartii (Sars G.O., 1862)
- Podon schmackeri Poppe, 1889